# Lepadella elliptica
Lepadella elliptica är en hjuldjursart som beskrevs av Wulfert 1939. Lepadella elliptica ingår i släktet Lepadella och familjen Lepadellidae. Inga underarter finns listade i Catalogue of Life.